# Pelo Vale das Sombras
Pelo Vale das Sombras (The Story of Dr. Wassell, no original em inglês) é um filme estadunidense de 1944, do gênero drama de ação, dirigido por Cecil B. DeMille e estrelado por Gary Cooper e Laraine Day. Esforço de guerra de DeMille, o filme está longe dos melhores momentos, tanto do diretor quanto de Cooper. Baseado numa história real, o roteiro apoia-se no livro de James Hilton, que, por sua vez, inspirou-se em uma fala radiofônica do Presidente Roosevelt sobre o médico que salvou nove feridos das garras dos japoneses na ilha de Java. Todos os envolvidos na aventura contribuíram com a produção, inclusive o doutor do título original (este com reservas, em virtude das liberdades tomadas por DeMille).
O filme é mais lembrado pelas sequências de ação, uma delas, adicionada às pressas ao roteiro, de um vulcão que entrou subitamente em atividade no México, para onde se deslocara o diretor de segunda unidade com o fito de gravar cenas de batalha nas selvas.
Pelo Vale das Sombras recebeu uma indicação ao Oscar, na categoria de Efeitos Especiais.

## Sinopse
Corydon M. Wassell, médico da Marinha dos Estados Unidos,  é transferido da China para Java assim que os EUA entram na Segunda Guerra Mundial. Quando os japoneses tomam a ilha, ele desobedece as ordens de recuar e fica cuidando dos feridos. Sob intenso bombardeio e com a ajuda de outros Aliados, ele consegue levar seus homens até a Austrália, onde é recebido como herói e tem sua insubordinação perdoada.

## Elenco
| Ator/Atriz      | Personagem                                     |
| --------------- | ---------------------------------------------- |
| Gary Cooper     | Doutor Corydon M. Wassell                      |
| Laraine Day     | Madeleine                                      |
| Signe Hasso     | Bettina                                        |
| Dennis O'Keefe  | Benjamin Hopkins (Hoppy)                       |
| Carol Thurston  | Tremartini                                     |
| Carl Esmond     | Tenente Dirk van Daal                          |
| Paul Kelly      | Murdock                                        |
| Elliott Reid    | William Anderson (Andy)                        |
| Yvonne De Carlo | Garota nativa (não-creditada)                  |
| Lane Chandler   | Holandês oficial ouvindo rádio (não-creditado) |
| Elmo Lincoln    | Não-creditado                                  |
| Frank Mayo      | Não-creditado                                  |
| Hazel Keener    | Enfermeira (não-creditada)                     |
| Mildred Harris  | Enfermeira holandesa (não-creditada)           |

## Principais premiações
| Prêmio     | Categoria                  | Situação  |
| ---------- | -------------------------- | --------- |
| Oscar      | Melhores Efeitos Especiais | Indicado  |
| Film Daily | Dez Melhores Filmes        | Escolhido |